# Metallea flavibasis
Metallea flavibasis är en tvåvingeart som beskrevs av Senior-white 1922. Metallea flavibasis ingår i släktet Metallea och familjen Rhiniidae. Inga underarter finns listade i Catalogue of Life.